# South Kesteven

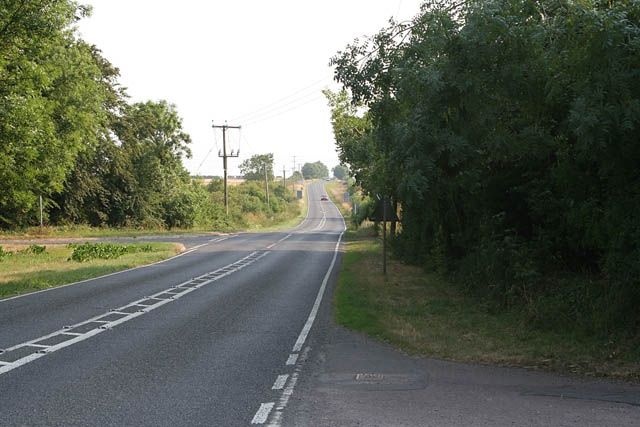
Droga nr B6403

South Kesteven – dystrykt niemetropolitalny w Anglii, w hrabstwie Lincolnshire. W 2011 roku dystrykt liczył 133 788 mieszkańców.

## Historia
Dystrykt powstał 1 kwietnia 1974 r. na mocy ustawy Local Government Act 1972, z gmin miejskich (municipal borough) Grantham i Stamford, dystryktu miejskiego (urban district) Bourne oraz dystryktów wiejskich (rural district) South Kesteven oraz East Kesteven.

## Demografia
Według spisu powszechnego z roku 2001 South Kesteven liczy 124 788 mieszkańców (i 133 788 w 2011), będąc drugim pod względem dystryktem (za East Lindsey) hrabstwa Lincolnshire.

## Miasta
- Bourne
- Grantham
- Market Deeping
- Stamford

## Inne miejscowości
Aisby, Allington, Ancaster, Aslackby and Laughton, Aunby, Barholm, Barrowby, Baston, Billingborough, Boothby Pagnell, Braceby, Brandon, Bulby, Burton Coggles, Careby Aunby and Holywell, Carlby, Carlton Scroop, Castle Bytham, Caythorpe, Claypole, Colsterworth, Corby Glen, Deeping St. James, Dowsby, Dry Doddington, Dunsby, Dyke, Easton, Edenham, Fenton, Folkingham, Foston, Frieston, Fulbeck, Great Humby, Great Ponton, Greatford, Grimsthorpe, Gunby, Haconby, Hanby, Harlaxton, Heydour, Honington, Horbling, Hough-on-the-Hill, Hougham, Ingoldsby, Irnham, Kate’s Bridge, Keisby, Kirkby Underwood, Lenton, Little Bytham, Little Humby, Little Ponton, Long Bennington, Manthorpe, Morton and Hanthorpe, North Witham, Oasby, Obthorpe, Old Somerby, Pickworth, Rippingale, Ropsley, Sapperton, Sedgebrook, South Witham, Stainby, Stroxton, Sudbrook, Tallington, Thurlby by Bourne, Toft, Twenty, Uffington, Welby, Westborough, Witham on the Hill.

## Miasta partnerskie
- Przemyśl, Polska